# Brändö
Brändö is an island đô thị của Åland, Phần Lan. Dân số là 510 người và diện tích 103,08 km² trong đó có 0,2 km² là diện tích mặt nước. Mật độ dân số là 4,9 người trên mỗi km². Dân đô thị này chỉ sử dụng tiếng Thụy Điển với 91% dân số nói tiếng Thụy Điển.